# Sint-Lambertuskerk (Kwaadmechelen)

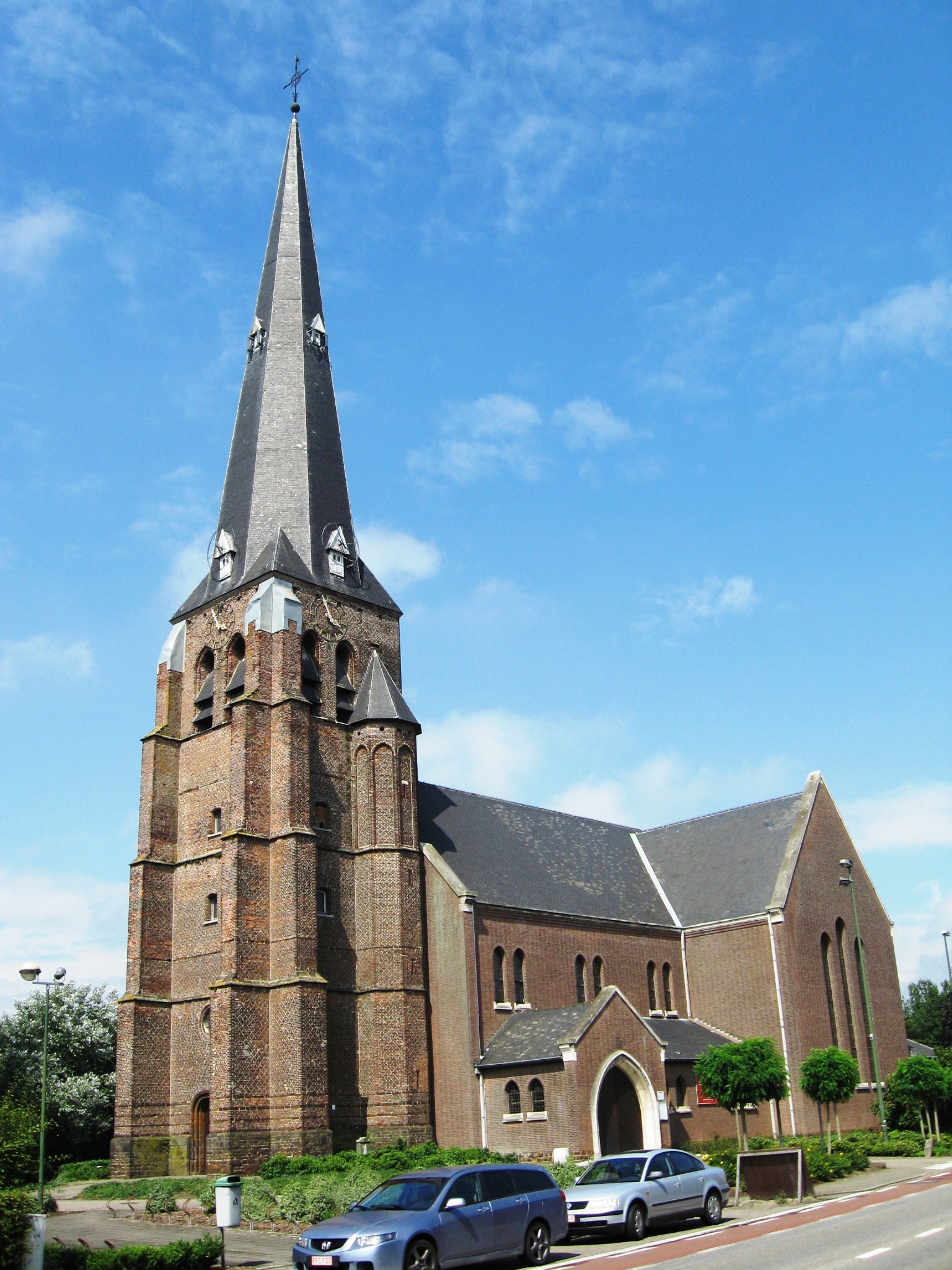
De Sint-Lambertuskerk

De Sint-Lambertuskerk is de parochiekerk van Kwaadmechelen, een deelgemeente van Ham in de Belgische provincie Limburg. De kerk bevindt zich aan Dorpsstraat 16.

## Geschiedenis
De toren van de kerk dateert van 1615 en is uitgevoerd in Kempense gotiek. Het is een zware, vierkante bakstenen toren, gebouwd op een basis van ijzerzandsteen. De toren is voorzien van haakse steunberen. Aan de zuidzijde bevindt zich een vijfhoekige traptoren. De toren is vrijwel onversierd, op enkele banden van ijzerzandsteen na. De toren wordt bekroond door een naaldspits.
De muur rond het kerkhof dateert van 1750.
De eigenlijke kerk werd gesloopt in 1840 en vervangen door een nieuw gebouw, dat echter in 1940 door brand werd verwoest. De kerkschatten werden eveneens verwoest. Slechts een 17e-eeuws houten Sint-Lambertusbeeld bleef gespaard. Herbouw van de kerk volgde tussen 1953 en 1956 onder leiding van architect Van Kerckhoven, in modern-gotische stijl. Bij opgravingen kwamen de fundamenten van een romaans kerkje tevoorschijn, dat de voorganger was van de gotische kerk.
De kerk werd in 2023 ontwijd. De laatste misviering vond plaats op 17 september dat jaar.